# Fabiana Saba
Fabiana Saba Sutton (São Paulo, 13 de dezembro de 1977) é uma apresentadora e modelo brasileira que atualmente radicada nos Estados Unidos atua como modelo plus-size.

## Biografia
Iniciou a carreira de modelo ao lado de Gisele Bündchen, e em 1994 ambas ficaram entre as 15 finalistas no concurso "Look of the Year". Foi capa da revista Capricho, posou para editoriais das principais revistas femininas do mundo, foi garota-propaganda de marcas como Reinaldo Lourenço, Zoomp, M. Officer, H.Stern, além de ter feito a primeira campanha da Maybelline na América do Sul. Nas passarelas, desfilou em Paris, Nova York, Tóquio e Milão, por Sonia Rykiel, Comme des Garçons, Yohji Yamamoto, Pierre Cardin, entre outras grifes.
Foi contratada pela RedeTV! e no ano de 2000 substituiu Fernanda Lima no programa Interligado, depois intitulado Interligado Games, e nesta mesma emissora apresentou os programas Superpop (com Otávio Mesquita) e Famoso por uma noite.
Antes da carreira de apresentadora residia em Nova York, e por causa do relacionamento com Ralph Sutton, corretor de imóveis comerciais, resolveu investir na relação e abandonou em 2003 a carreira de apresentadora, e com este se casou em junho de 2005 em  Waldorf Astoria, onde atualmente residem com suas duas filhas, chamadas Victória e Rebecca.
Em Nova York chegou a ser voluntária na ONG Brazil Child Health (Saúde Criança) e após 16 anos sem exercer a carreira de modelo, recebeu uma proposta através de sua amiga Vanessa Greca e e assinou contrato em 2016 como modelo plus-size pela agência Wilhelmina.